# Veerse Meer
Het Veerse Meer is een kunstmatig brakwatermeer en een Natura 2000-gebied in de provincie Zeeland, dat is ontstaan door de bouw van de Zandkreekdam en de Veerse Gatdam in het kader van de Deltawerken.

## Ligging en geschiedenis
Het Veerse Meer ligt in Nederland ten zuiden van het eiland Noord-Beveland, en ten noorden van Walcheren en Zuid-Beveland. In het westen is het van de Noordzee afgesloten door de Veerse Gatdam die in 1961 werd gesloten. In het oosten is het van de Oosterschelde afgesloten door de Zandkreekdam die op 3 mei 1960 werd gesloten, met daarin de Zandkreeksluis die via de Zandkreek een vaarweg geeft naar de Oosterschelde.
Voor de afsluiting was het verschil tussen hoog en laag water zo'n vijf meter. Na de afsluiting was dit verschil nagenoeg nihil. Met de opening van de Katse Heule, een verbinding tussen het meer en de Oosterschelde, is er een fluctuatie van de waterhoogte met zo'n 10 centimeter bewerkstelligd.
Bij Veere zijn twee sluizen die toegang geven tot het Kanaal door Walcheren, waardoor er een vaarweg is voor schepen tot en met CEMT-klasse Va tussen de Westerschelde (bij Vlissingen) en de Oosterschelde.
Het Veerse Meer is 22 kilometer lang. De breedte varieert van 150 tot 1300 meter; de totale oeverlengte bedraagt 55 kilometer. De diepte varieert fors en bedraagt maximaal 17,3 meter, met een gemiddelde van 5 meter. Het waterpeil wordt in de zomer hoog gehouden (0,0 tot −0,1 meter NAP) en in de winter laag (−0,2 tot −0,4 meter NAP). De totale wateroppervlakte bij NAP bedraagt 2030 hectare. In het meer bevinden zich 13 grote en kleine eilanden, een paar terreinen en eilanden zijn voor het publiek gesloten. Tot 1969 was het beheer van het meer in handen van de Deltadienst.
Het water is brak. Het Veerse Meer is een van de weinige plaatsen in Nederland waar het zuiderzeekrabbetje, de trompetkalkkokerworm en het palingbrood (Electra crustulenta) voorkomen. Het Veerse Meer is belangrijk voor broed- en trekvogels.

## Eilanden
In het meer liggen verschillende eilanden, van west naar oost zijn dat: Schutteplaat, Mosselplaat, Haringvreter, Soelekerkeplaat, Aardbeieneiland, Arneplaat, Oranjeplaat, Bastiaan de Langeplaat, Spieringplaat, Zandkreekplaat, Middelplaten, Schelphoekplaat, Sabbingeplaat en Meerkoetplaat.

## Recreatie
Het meer is een grootschalige watersportplaats voor onder andere zeilers, sportvissers en sportduikers. Er is ook gelegenheid voor surfen en waterskiën via een kabelskibaan en er is een kanohaven bij De Piet. Rond het meer bevinden zich 3500 (betaalde) ligplaatsen voor plezierjachten. Bij de meeste eilanden en verschillende oevers zijn steigers voor pleziervaartuigen met gratis aanlegplaatsen die niet langer dan 24 uur achtereen bezet mogen worden. Er zijn enkele duikstekken, onder andere ten noorden van Wolphaartsdijk en aan de westkant van Veere. Jaarlijks worden ten behoeve van de sportvisserij in het meer circa twaalfduizend forellen uitgezet, waarvan de helft regenboogforellen en de andere helft beekforellen.
In 2021 heeft de provincie een gebiedsvisie 2020-2030 vastgesteld. Doel er van is de kwaliteiten van het gebied te beschermen en te versterken, waarbij waterveiligheid, natuur, recreatie, landbouw, visserij, leefbaarheid en landschap met elkaar in balans moeten zijn.

## Waterkwaliteit
Door de afsluiting is de kwaliteit van het water en het ecosysteem verslechterd. Redenen hiervoor zijn de de toevoer van zoet en te voedselrijk polderwater, sterk wisselende zoutgehalten door het inlaten van zout water in het voorjaar om het gewenste waterpeil te handhaven en gelaagdheid van het water, waarbij het zwaardere zoute water onder het zoete water kwam te liggen. Dit alles leidde tot overmatige algenbloei, met als gevolg vertroebeling van het water, zuurstofloosheid van grote oppervlakten op en bij de bodem en overvloedige aanwezigheid van zeesla, dat overlast voor de recreanten gaf en bij afsterving ging stinken.
Om dit te verhelpen wordt sinds 2004 via de Katse Heule, een waterdoorlaat in de Zandkreekdam, zoutwater van en naar de Oosterschelde doorgelaten. De doorlaat heeft twee openingen van 5,5 meter breed en 3 meter hoog en is 82 meter lang waardoor een wateruitwisseling van gemiddeld 40 m³ per seconde mogelijk is. Hierdoor nam het zoutgehalte toe naar 14-16 gram Cl-/liter, en is er een getij van ongeveer 10 centimeter ontstaan.
Na de opening van de Katse Heule waren er positieve resulaten zichtbaar. Het voedselrijke polderwater werd sneller afgevoerd naar de Oosterschelde, waardoor het fosfor- en stikstofgehalte daalde. De gebieden met zuurstofloosheid krompen en bleven beperkt tot korte en warme periodes en in de diepe putten. De problemen met zeesla verminderden.
Vanaf 2015 was er echter weer sprake een verslechtering van de kwaliteit van het water en de waterbodem met negatieve gevolgen voor de natuur. Op enkele plaatsen stonk de waterbodem en in de hete zomers van 2019 en 2020 was er sprake van vissterfte. Er was overlast door woekering van met name wieren. Ook dieren waaronder exoten zoals de Japanse kruiskwal verstoren het ecotoop. Rijkswaterstaat intensiveerde haar monitoringsprogramma om in 2023 de knelpunten en mogelijke oplossingen in beeld te kunnen hebben. In dat jaar werd het 'Natura 2000 beheerplan Veerse Meer' definitief vastgesteld.

## Afbeeldingen

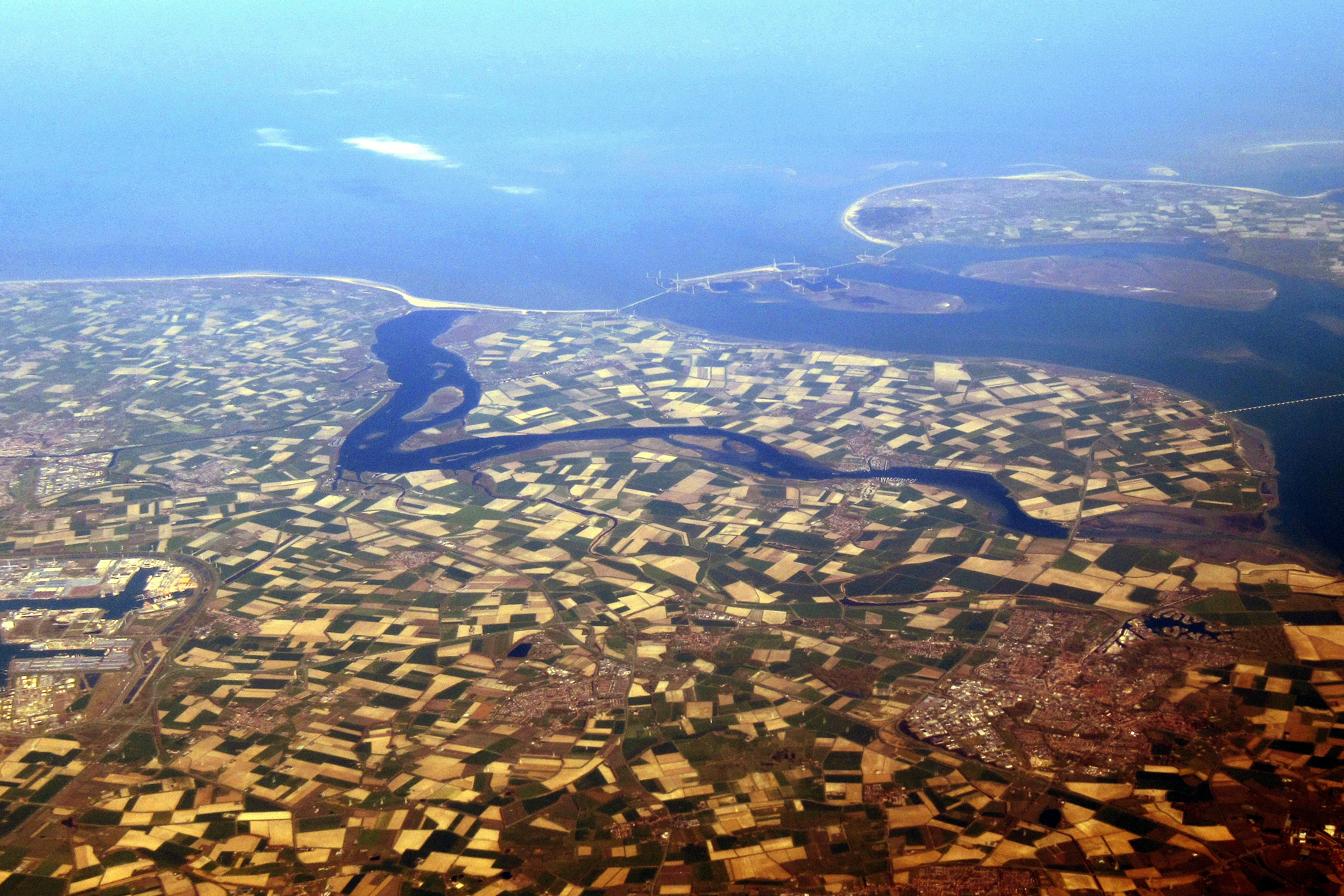
Veerse Meer gezien vanuit de lucht
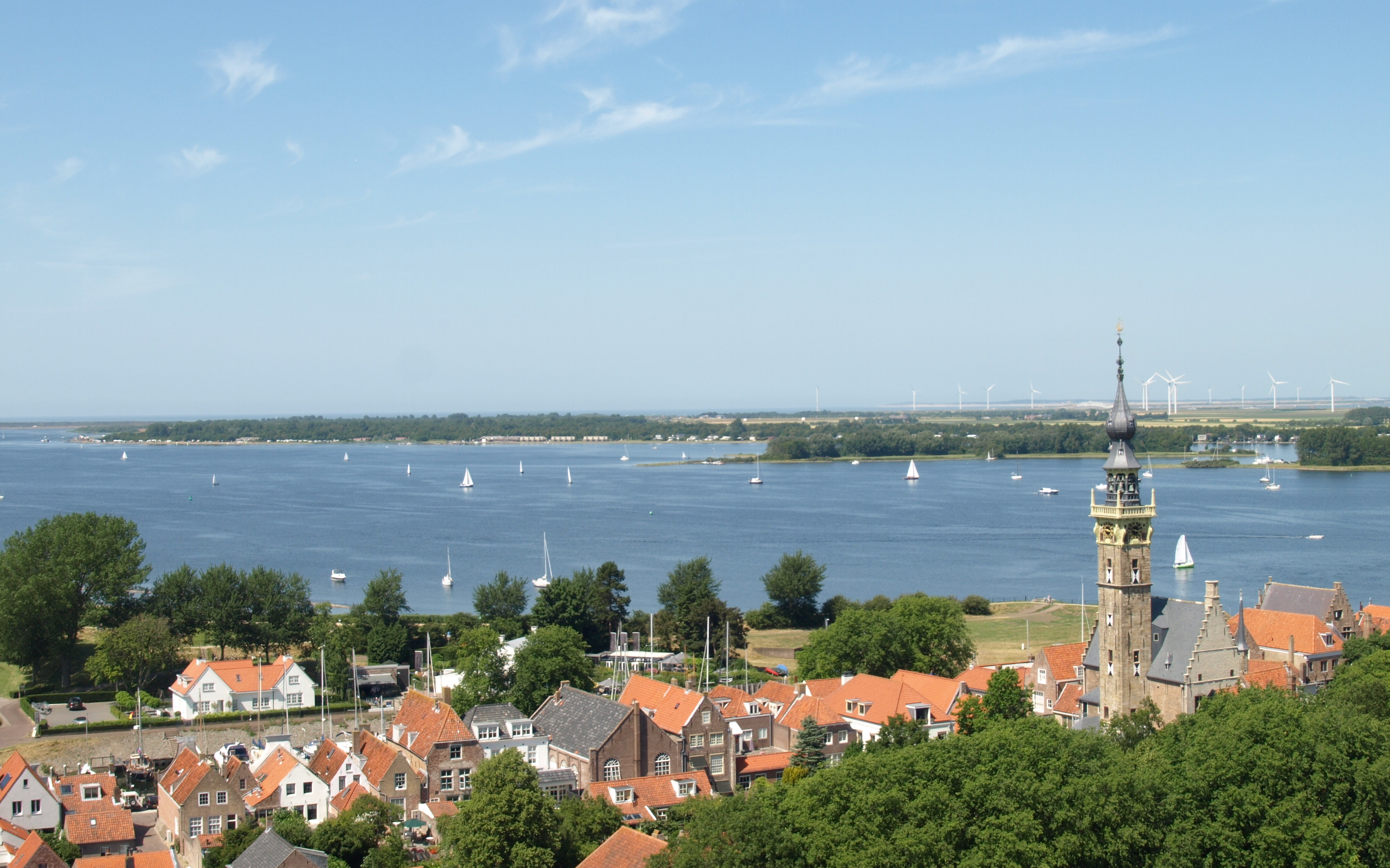
Vanaf de Grote Kerk te Veere
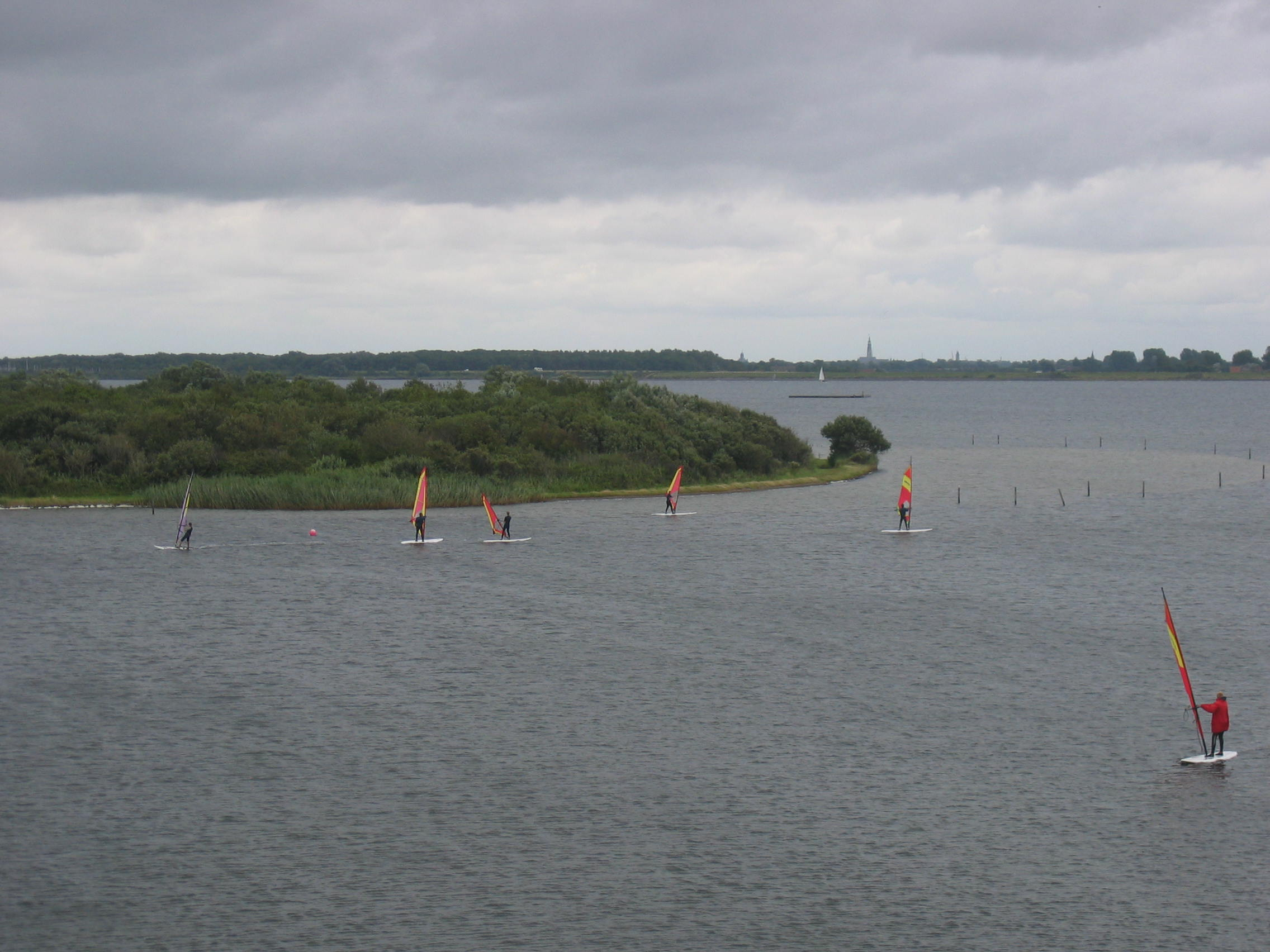
Windsurfers